# NGC 713
NGC 713 (другие обозначения — MCG -2-5-75, PGC 7161) — спиральная галактика (Sb) в созвездии Кит. Открыта Фрэнком Ливенвортом в 1886 году. Описание Дрейера: «очень тусклый и довольно маленький объект, вытянутый в направлении 90°, с более яркой серединой и ядром, к северо-западу видна звезда 14-й величины».
Этот объект входит в число перечисленных в оригинальной редакции «Нового общего каталога».